# 严镜波
严镜波（1915年—），女，直隶（今河北）饶阳人，中华人民共和国政治人物，曾任中共保定地委副书记，河北省政协副主席。